# K’ahk’ Uti’ Witz’ K’awiil
K’ahk’ Uti’ Witz’ K’awiil (Copán, 14 de noviembre del 604-ibidem, 18 de junio del 695), también conocido como Chan Imix Kʼawiil, Humo Imix o Humo Jaguar, fue el duodécimo gobernante de la ciudad-estado maya de Copán. Convirtiéndose en rey a la edad de 23 años, 16 días después de la muerte de Kʼakʼ Chan Yopaat; siendo el rey de Copán con el reinado más largo, desde el 628 hasta el 695, y uno de los monarcas más longevos del mundo, alcanzando el raro estatus de señor de los cinco katunes.
Durante su largo mandato, Copán alcanzó su momento de mayor crecimiento e influencia política; la ciudad llegó a tener más de 10000 habitantes; y se extendió y consolidó la hegemonía de Copán más allá del valle, habiendo monumentos y vasijas con su nombre en lugares tan distantes como Quiriguá (al oriente de Guatemala) y Tazumal (al occidente de El Salvador). Asimismo, en lo que se refiere a arquitectura, en su gobierno se consolidó la transición de la decoración de edificios en estuco modelado a la de escultura de mosaico en alto relieve, que fue iniciada por su predecesor; y alcanzó el récord del mayor número de altares y estelas dedicadas por un gobernante en Copán.

## Vida
K’ahk’ Uti’ Witz’ K’awiil nació probablemente el 11 de noviembre de 604 (que en la cuenta larga corresponde a: 9.8.11.6.19? 9 Kawak 7 Mak ). Ascendió al trono el 5 de febrero de 628 (9.9.14.17.5 6 Chickchan 18 K'ayab ), 16 días después de la muerte del gobernante anterior Kʼakʼ Chan Yopaat.
Los arqueólogos han recuperado poca evidencia de actividad durante los primeros 26 años de su reinado, pero en el año 652 d. C. se produjo un repentino aumento en la producción de monumentos, con el levantamiento de dos estelas (2 y 3) en la Gran Plaza y otras cuatro (10, 12, 13 y 19) en lugares importantes del Valle de Copán, todas celebrando el fin del katún 10 e inicio del 11 katún (en el baktún 9); así como una estela en el sitio de Santa Rita (estela 23), a 12 kilómetros de distancia. Se considera que con todos estos levantamientos de monumentos intentaba consolidar su autoridad en todo el valle, tras el fin de una restricción previa a su libertad para gobernar a su antojo.
Es mencionado en el Altar L de Quiriguá, datado en el año 652 y que es el primer monumento levantado en esa población después de su refundación (luego que su asiento original fuese destruida por una inundación en la primera mitad del siglo VII). En el que protagoniza un evento tzak huli (que significa su 'llegada conjurada aquí'; es decir que se encontraba presente en esa localidad) para atestiguar y protagonizar la celebración del final del katun 10 que coincidió con la coronación del quinto gobernante de Quiriguá K'awiil Yopaat.
Según René Viel, en base a su estudio de los pectorales en las imágenes de gobernantes y nobles en el altar Q y la estructura 11, tanto él como su sucesor y probable hijo (el gobernante 13, Uaxaclajuun Ub'aah K'awiil) eran parte de una facción de la nobleza copaneca, a la que denominó como la facción del pectoral B, y que rivalizaba con la facción tradicional (de los pectorales Z/T). Está facción, además de mostrarse como descendientes de Yax Kuk Mo (fundador de la dinastía) y otros miembros de la dinastía copaneca, también se consideraban herederos de los gobernantes predinasticos, como se observa en la estela I (dedicada en 9.12.3.14.0 5 Ahau 8 Wo, el 22 de marzo del 676; en la que se menciona un ritual celebrado por el gobernante predinástico K'ihnich Yajaw Hu'n en 8.6.0.10.8 10 Lamat 16 Pop, el 12 de julio del 160 d. C.). Teniendo asimismo fuertes conexiones con la costa del Pacífico (zona con la cuál interactuaba Copán durante el preclásico tardío e inicios del protoclásico y de donde también se produjeron migraciones hacia Copán a finales del protoclásico en la fase Bijac, 50 a 400 d. C., antes del establecimiento de la dinastía); lo que se enfatizaba ritualmente a través de la colocación, en las ofrendas de las estelas, de esculturas preclásicas como un jaguar agachado en la ofrenda de la estela 5 (fechada para el 9.11.15.0.0 4 Ajaw 13 Mol, 28 de julio de 667, donde celebra el inicio de un nuevo año o Tun y pide la intersección de su predecesor el gobernante 11, Kʼakʼ Chan Yopaat) o de esculturas conocidas como barrigones o gordinflones (como el encontrado en la estela 4 erigida por el gobernante 13).
Por lo anterior, según Viel, es la razón de porque a partir de entonces se volvería predominante en Copán la cerámica Copador (que también era predominante en los sitios del occidente y centro de El Salvador; y que aparece por primera vez como ofrenda en la estela I), no así en Quiriguá donde es rara y donde de mantenía en el poder la nobleza tradicional. Es de mencionar que K’ahk’ Uti’ Witz’ K’awiil es mencionado en un frasco encontrado en la tumba 14 ubicada en la estructura B1-1e de Tazumal (en Chalchuapa, El Salvador), que se interpreta como un regalo a un dignatario aliado o subordinado de Chalchuapa, en el que aparece como: "K’ahk’ [U]ti’ Witz’ K’awiil, k’uh[ul] … ajaw ?nojol ?[y]ook’in", (que se traduce al español como K’ahk’ Uti’ Witz’ K’awiil, señor divino de Copán, ? yook'in del sur).
K’ahk’ Uti’ Witz’ K’awiil continuó gobernando hasta casi finales del siglo VII; dedicando otros siete monumentos conocidos (estelas E, 1 y 6; y altares H', I', K y 5) e introdujo importantes cambios en la arquitectura de Copán, incluyendo la construcción de la estructura 2, que cierra el lado norte de la Gran Plaza, y una nueva versión del Templo 26, apodado Chorcha. Su última estela erigida fue la estela E, del 9.13.0.0.0 8 Ahau 8 Wo (18 de marzo del año 692 d. C.), en el que conmemora el inicio del katún 13 en el baktún 9 y que menciona rituales celebrados por el gobernante 7 de Copán, B'ahlam Nehn.

## Muerte y entierro
Continuó gobernando Copán durante 67 años y murió el 18 de junio de 695 a la edad de 90 años, una edad tan distinguida que se utiliza para identificarlo en lugar de su nombre en el Altar Q. Su tumba ya había sido preparada en la fase Chorcha del Templo 26 y fue enterrado apenas dos días después de su muerte.
Sería sucedido 21 después por el gobernante 13, Uaxaclajuun Ub'aah K'awiil, lo que indica que la sucesión ya había sido prevista. El se encargó de realizar su entierro y más tarde le dedicó la primera versión de la escalinata jeroglífica del templo 26, que relata la historia de los gobernantes de Copán hasta K'ahk' Uti' Witz' K'awiil. Su santuario funerario quedaría completamente terminado quince años después de su fallecimiento, siendo dedicado por el gobernante 13 en la fecha 9.13.18.17.9 12 Muluk 7 Muwaan (el 27 de noviembre de 710). Aunque el templo y la escalinata fueron renovadas por el gobernante 15, K'ak' Yipyaj Chan K'awiil, ambas permanecieron dedicadas a la memoria de este gobernante enterrado ahí; siendo por tanto un ancestro venerado, que al igual que el fundador de la dinastía sería en un elemento de identidad política y étnica local.
Las excavaciones en su tumba mostraron que su cripta fue excavada en el suelo del santuario piramidal demolido, de la fase anterior del templo 26, mide 7,6 metros de largo y estaba cubierta con 11 losas de piedra. Contenía el cuerpo de un hombre adulto y un niño; el cuerpo del hombre estaba envuelto en esteras y adornado con adornos de jade (un collar de figuras talladas y un adorno para la oreja). El ajuar funerario incluía un total de 44 vasijas de cerámica (principalmente Copador), 10 tarros de pinturas, un libro dañado, una piel de jaguar, conchas de Spondylus, y 12 incesarios con la forma de los gobernantes que habían reinado sobre Copán incluyéndole.